# 籌安会
籌安会（ちゅうあんかい）は、中華民国初期に存在した社会団体。
1915年（民国4年）、中華民国大総統の袁世凱は、自己の権力を拡大するために、皇帝即位を目論むようになる。袁の肝煎りにより、当時の知識人の1人である楊度が、共和国体（共和制）は、中国の国情に合わないため、帝制（君主制）を導入すべき、との主張を展開し始めた。楊度は、孫毓筠・厳復・胡瑛・劉師培・李燮和の5人と共に、籌安会を結成し、この6人は「六君子」と呼ばれた。なお、楊度と厳復以外の4人は、いずれも過去に中国同盟会に所属していた元・革命派の人物である。
しかし、中国国内での帝制への反応は、拒否的なものがほとんどであった。同年12月、袁世凱は正式に中華帝国皇帝に即位したが、雲南省に結集した蔡鍔・梁啓超・唐継尭ら反袁勢力が蜂起し（護国戦争）、さらに袁の腹心である段祺瑞・馮国璋からも帝制への支持を得ることができなかった。翌年3月、袁は皇帝即位を取り消し、6月、失意のうちに死去した。籌安会の構成員も政界から失脚し、中でも楊度・孫毓筠・劉師培は、指名手配を受けている。

## 注
1. ↑  ただし李燮和については、その籌安会加入の真意について定かではない部分が多い。たとえば、袁世凱皇帝即位前後において、これに反対していた蔡鍔の北京脱出を支援するなどの動きも見せている。蕭棟梁「李燮和」 『民国人物伝 第12巻』 中国社会科学院近代史研究所、中華書局、2005年、112頁。

## 関連記事
- 楊度
- 孫毓筠
- 厳復
- 胡瑛
- 劉師培
- 李燮和
- 袁世凱
- 中華帝国 (1915年-1916年)
- 護国戦争